# Setanta rufipes
Setanta rufipes är en stekelart som beskrevs av Cameron 1901. Setanta rufipes ingår i släktet Setanta och familjen brokparasitsteklar. Inga underarter finns listade i Catalogue of Life.